# Elevador da Ribeira
El elevador de Ribeira o elevador de Lada es un ascensor público de Oporto, Portugal. Una vez salvado el desnivel, conecta el barrio de Ribeira (en el número 66 del Largo dos Arcos da Ribeira, cerca del Puente Don Luis I) hasta la mitad de la ladera de Barredo, mediante una pasarela. 
Fue proyectado por el arquitecto António Moura y a su inauguración, el 13 de abril de 1994, asistieron el presidente Mário Soares y otros dignatarios.